# Djerrahi
Le oued Djerrahi est un affluent de la rivière Khabour dans le nord-est de la Syrie, en Haute Djézireh. Le Djarrahi se jette dans le Jaghjagh, qui se jette dans le Khabour avant de se jeter dans l'Euphrate. Les affluents les plus au nord du Djarrahi prennent leur source au nord de la frontière entre la Syrie et la Turquie, au sud du Tur Abdin. Le Djarrahi est un cours d'eau (ou oued) asséché.
Dans la vallée du haut Djerrahi se trouve Tirbespi, une ville construite par une tribu kurde sur les ruines d'un ancien village, Qubur al Bid, à l'époque du mandat français en Syrie et au Liban. 
Des preuves archéologiques suggèrent que les habitants des terres autour des Djerrahi ont abandonné leur mode de vie sédentaire après environ 1400 apr. J.-C.. La récolte d'une seule culture de blé d'hiver ou d'orge est devenue moins praticable et une croissance du pastoralisme s'est accompagnée d'un dépeuplement de la région.